# (555756) 2014 DH143
(555756) 2014 DH143 est un objet transneptunien en résonance 3:4 avec Neptune mesurant environ 180 km de diamètre.